# Misil Supersónico de Baja Altitud

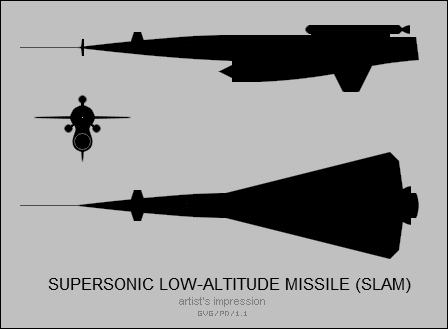
Plano conceptual del arma

El misil supersónico de baja altitud (en ingles: Supersonic Low Altitude Missile) o MSBA (en sus siglas en ingles: SLAM) fue un proyecto de armas nucleares de la Fuerza Aérea de EE. UU. creado alrededor de 1955 y cancelado en 1964. Los MSBA fueron concebidos como estatorreactores no tripulados de propulsión nuclear capaces de lanzar ojivas termonucleares en territorio enemigo. El desarrollo de los misiles balísticos intercontinentales en la década de 1950 dejó obsoleto el concepto de MSBA. Los avances en los radares terrestres defensivos también hicieron ineficaz la estratagema de ataque a baja altitud. Aunque nunca pasó de la fase inicial de diseño y prueba antes de quedarse obsoleto, el diseño tenía varias innovaciones en el sistema de lanzamiento nuclear.

## Rol obtenido

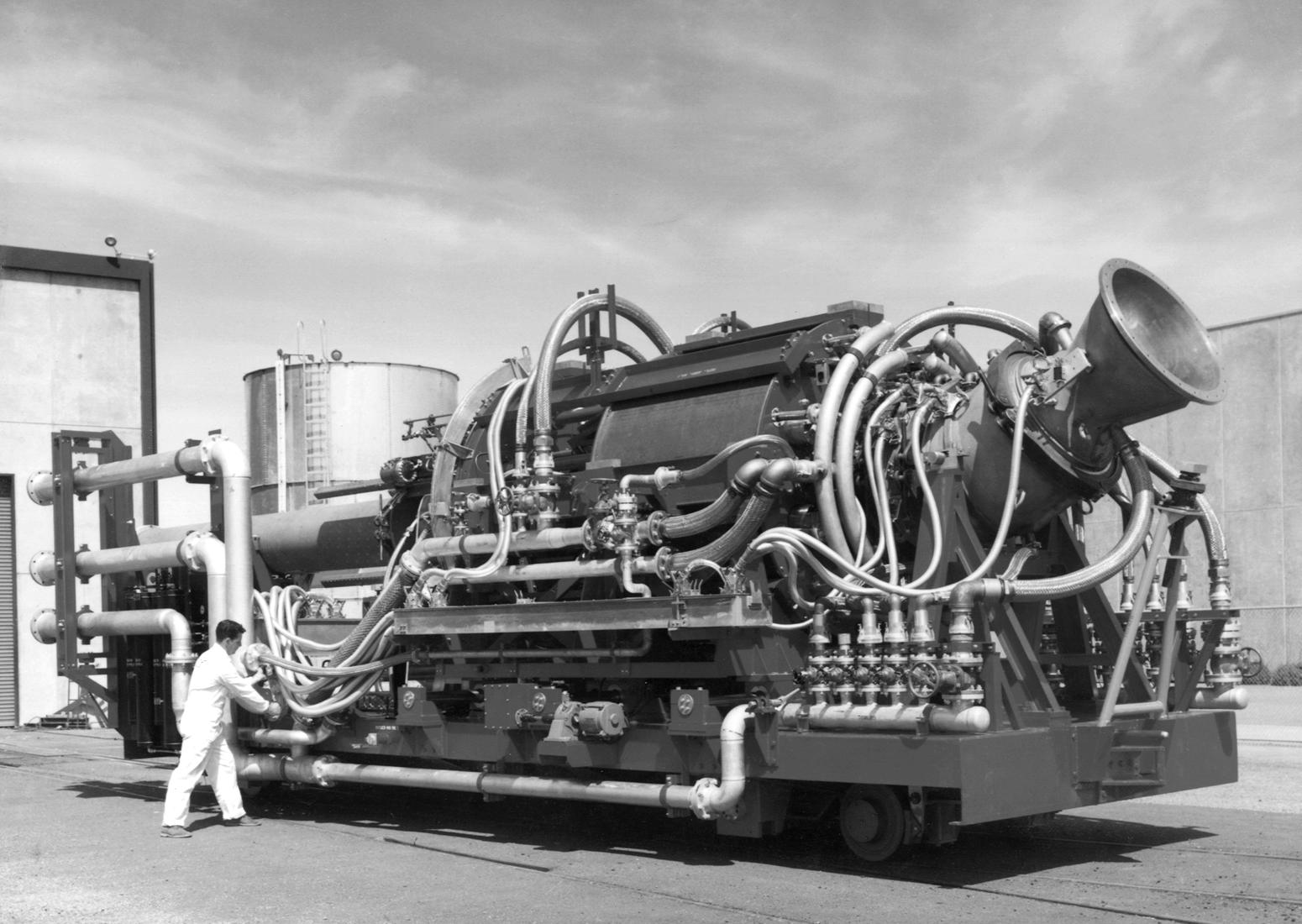
Tory II-A

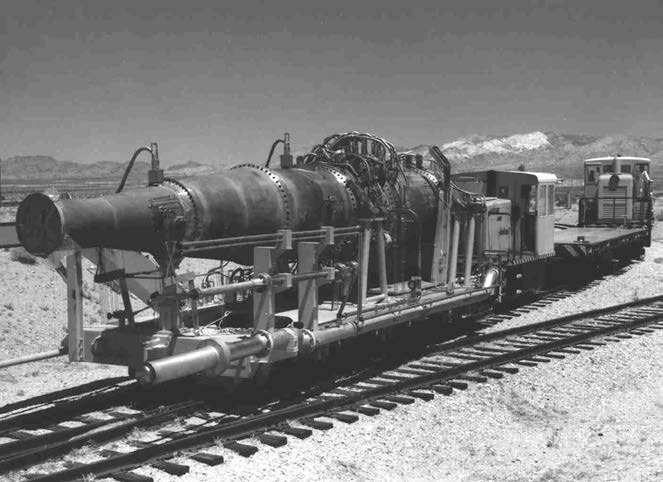
Tory II-C

El MSBA fue diseñado para complementar la doctrina de destrucción mutua asegurada y como posible reemplazo o complemento del sistema de Comando Aéreo Estratégico. En caso de guerra nuclear, estaba destinado a volar por debajo de la cobertura del radar enemigo a velocidades supersónicas y lanzar ojivas termonucleares a aproximadamente 16 objetivos.

### Innovaciones
El uso de un motor nuclear en la estructura del avión prometía darle al misil un alcance asombroso y sin precedentes a baja altitud, estimado en aproximadamente 182 000 kilómetros (113 090 mi) (más de 4,5 veces la circunferencia ecuatorial de la Tierra). A pesar de la opinión pública mal informada, la idea de que el motor pueda actuar como arma secundaria del misil no es práctica. Según el Dr. Theodore C. Merkle, director del Proyecto Plutón, tanto en su testimonio ante el Congreso como en una publicación sobre el sistema de propulsión nuclear ramjet, tranquiliza tanto como al Congreso como al público sobre este hecho. Específicamente, afirma: "Las radiaciones del reactor, aunque intensas, no provocan problemas con el personal que se encuentra debajo de una planta de energía que pasa por encima a velocidad de vuelo, incluso a altitudes muy bajas".[cita requerida]. En ambos documentos, describe cálculos que demuestran la seguridad del reactor y su liberación insignificante de productos de fisión en comparación con el entorno. En la misma línea de estos cálculos, el misil se estaría moviendo demasiado rápido para exponer a cualquier ser vivo a la radiación prolongada necesaria para inducir la enfermedad por esta misma. Esto se debe a la población relativamente baja de neutrones que llegarían a la Tierra por kilómetro, para un vehículo que viaja a varios cientos de metros por segundo. Cualquier elemento combustible radiactivo dentro del propio reactor quedaría contenido y no sería movilizado por el aire para llegar al suelo.[cita requerida]
Otro aspecto revolucionario del MSBA era su alto uso de la automatización. Tendría la misión de un bombardero de largo alcance, pero sería completamente no tripulado: aceptaría órdenes por radio hasta su punto de seguridad, después de lo cual dependería de un sistema de radar de adaptación al contorno del terreno (TERCOM) para navegar hacia objetivos pre-programados.[cita requerida]

## Desarrollo
La principal innovación fue el motor del avión, que se desarrolló bajo los auspicios de un proyecto independiente cuyo nombre en código fue Proyecto Plutón, en honor al dios griego del inframundo . Era un estatorreactor que utilizaba fisión nuclear para sobre-calentar el aire entrante en lugar de combustible químico. El Proyecto Plutón produjo dos prototipos funcionales de este motor, el Tory-IIA y el Tory-IIC, que fueron probados con éxito en el desierto de Nevada . Fue necesario desarrollar cerámicas especiales para cumplir con el estricto peso y las tremendas tolerancias térmicas exigidas al reactor de MSBA. Estos fueron desarrollados por Coors Porcelain Company. El reactor en sí fue diseñado en el Laboratorio de Radiación Lawrence .[cita requerida]
Aunque el prototipo del fuselaje nunca se construyó, el MSBA iba a ser un avión sin alas y guiado por aletas; su apariencia le dio el apodo de "Palanca Voladora". Aparte de la entrada de aire ventral, estaba muy en consonancia con el diseño tradicional de misiles . Su velocidad aérea estimada en 9144 metros (30 000 pies) fue Mach 4,2.[cita requerida]
El programa MSBA fue abandonado el 1 de julio de 1964. Para entonces ya se habían planteado serias dudas sobre su viabilidad, como por ejemplo cómo probar en vuelo un dispositivo que emitiría copiosas cantidades de escape radiactivo desde el núcleo de su reactor sin blindaje, así como su eficacia y costo. Los misiles balísticos intercontinentales prometían un lanzamiento más rápido a los objetivos y, debido a su velocidad (el PGM-17 Thor podía alcanzar su objetivo en 18 minutos, mientras que el MSBA tardaría mucho más) y trayectoria, se consideraban prácticamente imparables. El MSBA también estaba siendo superado por los avances en el radar terrestre defensivo, que amenazaba con hacer ineficaz su estratagema de ataque a baja altitud.[cita requerida]

### Diseño de reactores
El reactor tenía un diámetro exterior de 1,454 metros (57,24 plg) y longitud 1,632 metros (64,25 plg) ; las dimensiones del núcleo del reactor eran 1,2 metros (47,24 plg) de diámetro y 1,288 metros (50,71 plg) longitud. La masa crítica de uranio era 59,90 kg, y la densidad de potencia del reactor promedió 10 megavatios por metro cúbico (350 MW/m 3 ), con una potencia total de 600 megavatios.[cita requerida]
Los combustibles nucleares estaban hechos de cerámica refractaria a base de óxido de berilio, con dióxido de uranio enriquecido como combustible y una pequeña cantidad de dióxido de circonio para la estabilidad estructural. Los combustibles eran tubos hexagonales huecos de aproximadamente 10 centímetros (3,94 plg) de largo con 7,6 milímetros (0,30 plg) distancia entre los planos paralelos exteriores, con un diámetro interior de 5,8 milímetros (0,23 plg) . Fueron fabricados mediante extrusión a alta presión del compacto verde y luego sinterizado casi hasta su densidad teórica. El núcleo constaba de 465.000 elementos individuales apilados para formar 27.000 canales de flujo de aire; El diseño con pequeños elementos sueltos redujo los problemas relacionados con las tensiones térmicas . Los materiales fueron diseñados para una temperatura de operación promedio de 1277 grados Celsius (2331 °F) ; la temperatura de autoignición de las placas base del reactor era sólo 150 °C más alto. El flujo de neutrones se calculó en 9×10 17 neutrones/(cm 2 ·s) en la popa y 7×10 14 neutrones/(cm 2 ·s) en la nariz. El nivel de radiación gamma era bastante alto debido a la falta de protección; Fue necesario diseñar un endurecimiento por radiación para la electrónica. [cita requerida]
Los reactores se probaron con éxito en Jackass Flats en el sitio de pruebas de Nevada . El reactor Tory II-A, la variante reducida, fue probado a mediados de 1961 y funcionó con éxito durante varios segundos el 14 de mayo de 1961. Una variante a gran escala, el Tory II-C, estuvo en funcionamiento durante casi 5 minutos a máxima potencia. Esta última prueba, limitada por la capacidad de la instalación de almacenamiento de aire, duró 292 segundos. El aire alimentado al reactor se precalentó a 506,1 grados Celsius (943 °F) y comprimido a 316 psi (2,2 MPa), para simular las condiciones de vuelo del ramjet.